# Lieser (Mosel)
Die Lieser ist ein 73,6 km langer, nördlicher und orographisch linker Zufluss der Mosel in den rheinland-pfälzischen Landkreisen Vulkaneifel und Bernkastel-Wittlich.
Das in der Eifel liegende Einzugsgebiet beträgt 402,4 km².
Die Lieser ist ein Gewässer II. Ordnung von der Mündung bei Lieser aufwärts bis zum Zufluss des Hasbaches in Rengen, einem Stadtteil von Daun.

## Name
Der Name des Baches ist keltischen Ursprungs.: S. 27. Die früheste Erwähnung der Lieser als Lesura findet sich in dem um 371 entstandenen Gedicht Mosella von Ausonius. In Vers 365 steht: „Praetereo exilem Lesuram“ (die armselige Lieser übergehe ich).: S. 26. In einem Testament aus dem Dezember 634 wird von Weingütern an der Lieser berichtet, die der Eigentümer besitzt: „Vineas ad Lesuram … quas possedi“.: S. 42. Seit dem späten 8. Jahrhundert wandelt sich das e im Flussnamen Lesura zu i oder y, wobei auch der Name Lisera vorkommt. Der heutige Name Lieser ist erstmals in einer Urkunde aus dem Jahr 1357 belegt.: S. 42.
Der ursprüngliche Name *Lesura könnte sich vom indogermanischen Verbstamm *les- mit der Bedeutung „sammeln, auflesen“ abgeleitet sein.

## Geographie

### Verlauf
Die Lieser entspringt in der Hocheifel, dem höchsten Teil des Mittelgebirges Eifel, bei Boxberg, einer Gemeinde im Landkreis Vulkaneifel. Ihre Quelle liegt auf der Ostflanke des bewaldeten Schillbergs (615,6 m ü. NHN) auf etwa 560 m Höhe. Vor Ort befindet sich die Wüstung Büttelhof.
Die Lieser fließt in überwiegend südlicher Richtung, die A 1 verläuft größtenteils parallel ein paar Kilometer östlich. Sie verläuft durch Daun, der Kreisstadt des Landkreises Vulkaneifel, worin sie die Bundesstraßen 257 und 421 unterquert. Anschließend gelangt sie in den Landkreis Bernkastel-Wittlich. Darin verläuft sie durch Manderscheid, wonach rechtsseitig die von Nordnordwesten heran fließende Kleine Kyll als längster Lieser-Zufluss einmündet. Danach erreicht die Lieser bei Wittlich, der Kreisstadt des Landkreises Bernkastel-Wittlich, die Wittlicher Senke und durchbricht die Moselberge.
Nach Durchfließen von Maring-Noviand mündet die etwa aus Richtung Norden heran fließende Lieser im Gebiet der Ortsgemeinde Lieser auf etwa 108 m Höhe in die von Südwesten kommende Mosel.

### Zuflüsse
| Name                 | Lage   | GKZ      | Länge (km) | EZG (km²) | Mündung                              |
| -------------------- | ------ | -------- | ---------- | --------- | ------------------------------------ |
| Bach vom Kortenbüsch | links  | 2678112  | 2,3        | 2,78      | in Beinhausen                        |
| Derenbach            | rechts | 2678114  | 3,9        | 3,925     | zwischen Neichen und Kradenbach      |
| Sarmersbach          | links  | 267812   | 4,4        | 5,819     | in Nerdlen                           |
| Hasbach              | rechts | 267814   | 5,2        | 7,2       | in Rengen                            |
| Baubach              | rechts | 26781512 | 1,9        | 0,902     | unterhalb Rengen                     |
| Holzbach             | rechts | 26781514 | 1,1        | 0,597     | zwischen Rengen und Daun             |
| Maubach              | links  | 2678152  | 3,4        | 3,583     | bei Daun                             |
| Josenbach            | rechts | 267816   | 3,4        | 3,312     | in Daun                              |
| Pützbach             | links  | 267818   | 3,9        | 6,032     | in Daun                              |
| Lützelbach           | links  | 2678192  | 1,5        | 1,14      | in Daun                              |
| Pützborner Bach      | rechts | 26782    | 10,7       | 19,868    | in Gemünden                          |
| Holscheiderbach      | rechts | 2678312  | 3,1        | 2,069     | in Weiersbach                        |
| Weiersbach           | rechts | 2678314  | 2,8        | 2,555     | in Weiersbach                        |
| Tettscheider Bach    | links  | 2678316  | 1,2        | 0,615     | nahe Tettscheid                      |
| Tettenbach           | links  | 267832   | 3,2        | 2,046     | zwischen Tettscheid und Manderscheid |
| Hützbach             | links  | 2678332  | 2,7        | 2,54      | zwischen Tettscheid und Manderscheid |
| Nachtergraben        | links  | 267836   | 1,9        | 3,206     | zwischen Tettscheid und Manderscheid |
| Trombach             | rechts | 267834   | 7,0        | 9,732     | zwischen Tettscheid und Manderscheid |
| Seilbach             | links  | 2678372  | 2,4        | 2,432     | in Niedermanderscheid                |
| Dombach              | links  | 267838   | 4,1        | 6,202     | zwischen Manderscheid und Karl       |
| Falbach              | links  | 2678392  | 4,0        | 5,043     | zwischen Manderscheid und Karl       |
| Kleine Kyll          | rechts | 26784    | 23,9       | 83,545    | zwischen Manderscheid und Karl       |
| Fischbach            | rechts | 267848   | 6,1        | 11,703    | zwischen Manderscheid und Karl       |
| Beilerbach           | rechts | 2678512  | 2,9        | 2,156     | zwischen Manderscheid und Karl       |
| Nasebach             | rechts | 267852   | 3,8        | 1,75      | zwischen Manderscheid und Karl       |
| Ilgenbach            | rechts | 267854   | 3,7        | 2,405     | unterhalb Karl                       |
| Lambach              | links  | 26786    | 7,4        | 22,282    | unterhalb Schladt                    |
| Florensgraben        | rechts | 2678732  | 2,7        | 2,025     | zwischen Plein und Wittlich          |
| Rommelsbach          | rechts | 267874   | 4,9        | 11,3      | in Wittlich                          |
| Sterenbach           | links  | 267876   | 8,6        | 12,765    | unterhalb Wittlich                   |
| Bürresbächelchen     | rechts | 2678772  | 3,5        | 2,67      | zwischen Wittlich und Platten        |
| Bieberbach           | links  | 26788    | 8,3        | 30,815    | in Platten                           |
| Oestelbach           | rechts | 267892   | 8,1        | 15,216    | in Noviand                           |

## Wasserkraft und Starkregen
Die Wasserkraft der Lieser wurde von vielen Mühlen entlang ihres Verlaufs genutzt. Starke Regenfälle führen immer wieder zur Überschwemmung der Lieser-Täler von Daun bis Wittlich.
Für die Lieser im Bereich der Landkreise Bernkastel-Wittlich und Vulkaneifel wurde durch Rechtsverordnung am 20. November 2013 ein Überschwemmungsgebiet festgesetzt.
Das letzte große Hochwasser gab es am 14. Juli 2021.

## Pegel
Pegel befinden sich in Daun, Plein und Platten.
Am Pegel in Daun hat die Lieser einen Mittleren Abfluss von 0,459 m³/s, in Plein einen von 3,22 m³/s und in Platten einen von 3,72 m³/s.

## Auensedimente
Auf den Auen der Lieser und ihrer Nebenbäche lagern rund 35,1 Millionen Tonnen lehmige Auensedimente (Auelehme), von denen 18 % während des Hochmittelalters und 54 % während der frühen Neuzeit abgelagert wurden. Ihre größte Mächtigkeit erreichen sie am Oberlauf nördlich von Daun. Sie sind die Folge von Bodenerosionsprozessen, ausgelöst durch Waldrodung und historische Landwirtschaft.

## Weinbau
Am Unterlauf der Lieser – von Wittlich über Platten und Maring-Noviand bis Lieser – wird in einem zum Weinbaugebiet Mosel gehörenden Anbaugebiet Wein angebaut.

## Freizeit und Erholung
Über weite Strecken parallel zur Lieser verläuft auf einer ehemaligen Bahntrasse der Maare-Mosel-Radweg von Bernkastel-Kues über Wittlich nach Daun. Wer nur in einer Richtung fahren möchte, hat (außer im Winter) alle zwei Stunden Gelegenheit, mit einem Linienbus („Regio-Radler“) die Fahrräder zum Ausgangspunkt zu transportieren.
In vier Etappen von Boxberg bis zum Ort Lieser führt der Lieserpfad, ein Wanderweg des Eifelvereins.